# Tourtoulloux
Le Tourtoulloux ou le ruisseau du Pic est une rivière française de la Creuse et de la région Nouvelle-Aquitaine. Le Tourtoulloux, appelé aussi la Buze, est un affluent de la Maulde, donc un sous-affluent de la Loire par la Vienne.

## Géographie
Le Tourtoulloux, le ruisseau du Pic et le Rio Fourtou se rassemblent à 500 mètres du Compeix. Ils forment les Cascades d'Augerolles. Elles parcourent 4,650 kilomètres en passant à côté d'Augerolles puis de Saint-Pardoux-Morterolles.
D'une longueur de 13,5 kilomètres, le ruisseau du Pic prend sa source entre le Puy des Gardes (748 m) et le signal du Pic (831 m) dans la commune de Royère-de-Vassivière.
Le Tourtoulloux va ensuite se jeter dans la Maulde à côté du Moulin de l'Age, juste après la Cascade des Jarrauds dans la commune de Saint-Martin-Château.

### Communes et cantons traversés
Dans le seul département de la Creuse, le ruisseau du Pic traverse les quatre communes suivantes, dans un seul canton, dans le sens amont vers aval, de Royère-de-Vassivière (source), Saint-Pierre-Bellevue, Saint-Pardoux-Morterolles, Saint-Martin-Château (confluence).
Soit en termes de cantons, le ruisseau du Pic prend source et conflue dans le même canton de Royère-de-Vassivière, dans l'arrondissement d'Aubusson.

## Affluents
Le ruisseau du Pic a six affluents référencés dont :
- Le ruisseau des Aveix[3] (rg) 3,4 km  prend sa source à côté du Riau Sindroux et le Bois de Maisons. Il se jette dans les cascades d'Augerolles et il passe à côté de Chantague. Il traverse les trois communes de Royère-de-Vassivière (source), Saint-Pardoux-Morterolles, et Saint-Martin-Château.

- le ruisseau de Bord (rd) 4 km[4], sur les deux communes de Saint-Martin-Château, Saint-Pardoux-Morterolles, avec un petit affluent.

### Rang de Strahler
Donc son rang de Strahler est de trois.

## Philatélie
Le 10 mai 2023, La Poste a émis un bloc collector de 8 timbres à validité permanente pour lettre verte sur le thème « Limousin - Périgord - Terres de rivières » dont l'un des timbres représente le Pic, illustrant les « sites rivières sauvages en Creuse ».